# Patrola (glazbeni sastav)
Patrola je hrvatski glazbeni sastav novog vala iz Zagreba.

## Povijest
Sastav je djelovao u razdoblju od 1980. do 1981., a osnovali su ga Renato Metessi (vokal), Staško Adlešić (bas-gitara, prateći vokal), Dragan Simonovski (bubnjevi), Saša Mićunović (gitara) i Damir Molnar (gitara). 
Objavili su samo jedan album, U sredini i to za Suzy 1981.  Nakon objavljivanja albuma Metessi napušta sastav i osniva Zvijezde. Damir Molnar s novom postavom (Mladen Bodalec vokal, Molnar gitara, Zoran Prekavec bas, Goran Markić bubnjevi) snima album Tragovi noći, koji nikad nije objavljen.

## Diskografija
- U sredini (Suzy, 1981.)
- Tragovi noći (neobjavljen)

## Vanjske poveznice
- Discogs.com - Patrola